# Chanaty azerbejdżańskie
Chanaty azerbejdżańskie – grupa niewielkich, feudalnych państewek istniejących na wschodnim Zakaukaziu (na obszarze dzisiejszej Armenii, Azerbejdżanu i Azerbejdżanu Irańskiego) od połowy XVIII wieku co początków XIX wieku. Formalnie podległe Persji, w rzeczywistości niezależne.
Chanaty azerbejdżańskie wyodrębniły się w wyniku rozpadu władzy centralnej w Persji po śmierci wybitnego wodza-szacha Nadira. Władzę w nich sprawowali lokalni możnowładcy - bejowie i melikowie, którzy przywłaszczyli sobie tytuły chanów, a nawet sułtanów. O ile władcy byli muzułmanami, o tyle ludność poddana była również chrześcijańska, przeważnie ormiańska i gruzińska. Rządy chanów były przeważnie łupieżcze i okrutne, co w połączeniu z ciągłymi wojnami domowymi w Persji doprowadziło do upadku i wyludnienia tych terenów. Na początku XIX wieku chanaty azerbejdżańskie znalazły się na szlaku ekspansji Imperium Rosyjskiego na Bliski Wschód. Mocą traktatu giulistańskiego z 1813 i traktatu turkmanczajskiego z 1828, kończących dwie kolejne wojny rosyjsko-perskie, chanaty położone na północ od rzeki Araks (i leżący na południe od jej ujścia chanat tałyski) zostały włączone do Rosji. Pod władzą rosyjską chanaty, początkowo autonomiczne, stopniowo zostały zmienione w rosyjskie jednostki administracyjne: najpierw prowincje, następnie powiaty i okręgi.
Do chanatów azerbejdżańskich należały: 
- przyłączone do Rosji w 1813: 
  - chanat derbencki ze stolicą w Derbent,
  - chanat kubiński ze stolicą w Kubie (Quba), z wasalnym chanatem dżawadzkim,
  - chanat bakijski ze stolicą w Baku,
  - chanat szyrwański ze stolicą w Szemasze (Şamaxı),
  - chanat tałyski (t. lenkorański) ze stolicą w Lenkoran,
  - chanat szekijski ze stolicą w Szeki (Şəki),
  - chanat karabaski ze stolicą w Szuszy (Şuşa),
  - chanat gandżyński ze stolicą w Gandży,
- przyłączone do Rosji w 1828: 
  - chanat erywański ze stolicą w Erywaniu,
  - chanat nachiczewański ze stolicą w Nachiczewanie,
- pozostałe przy Persji (na południe od Araksu): 
  - chanat ardebilski ze stolicą w Ardebil,
  - chanat zendżański ze stolicą w Zendżan,
  - chanat karadaski ze stolicą w Ahar,
  - chanat makijski ze stolicą w Maku,
  - chanat maragiński ze stolicą w Maragha,
  - chanat sarabski ze stolicą w Sarab,
  - chanat tebryski ze stolicą w Tebryzie,
  - chanat urmijski ze stolicą w Urmii,
  - chanat chalchalski ze stolicą w Chalchal,
  - chanat chojski ze stolicą w Choj.

Obok chanatów na Zakaukaziu istniały również sułtanaty - mniejsze jednostki, z reguły podporządkowane sąsiednim chanatom. Znane są sułtanaty areski, borczalski, ilisujski, kazachski, kutkaszeński, salański i szamszadilski.